# Callyspongia ecklonia
Callyspongia ecklonia är en svampdjursart som beskrevs av Kazuo Hoshino 1981. Callyspongia ecklonia ingår i släktet Callyspongia och familjen Callyspongiidae. Inga underarter finns listade i Catalogue of Life.